# Qalağayın
Qalaqayın (także Galagain i Kalagayny) – wieś i najbardziej zaludniona gmina, z wyjątkiem stolicy Sabirabad, w Sabirabadskim Rejonie Azerbejdżańskim.

## Galeria

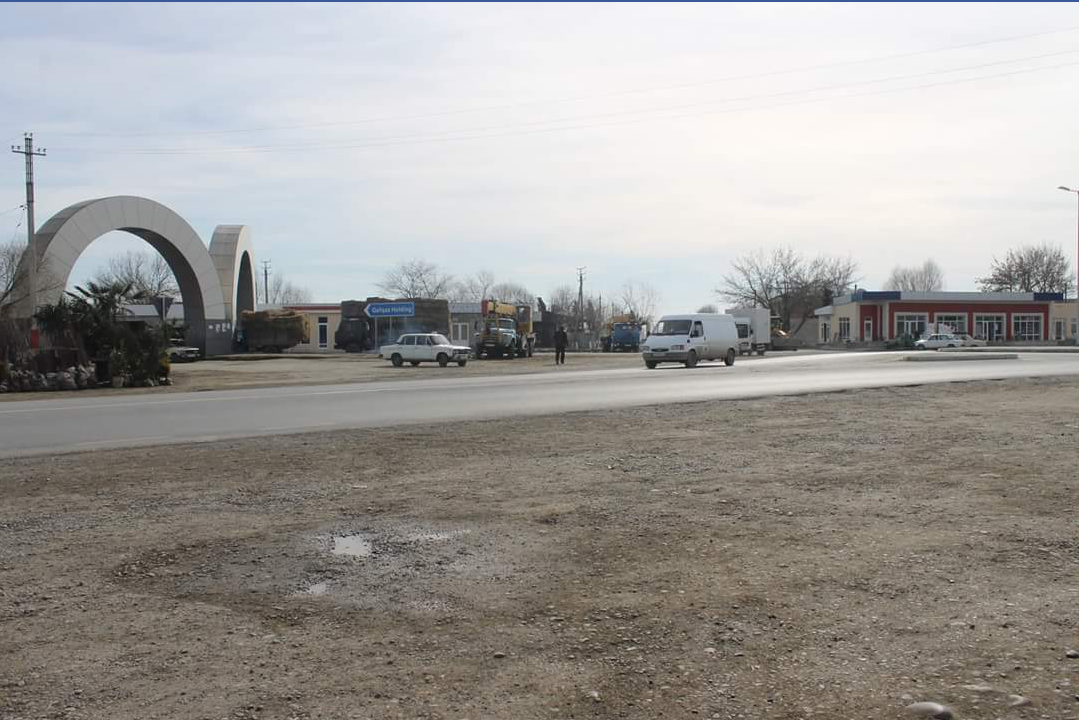
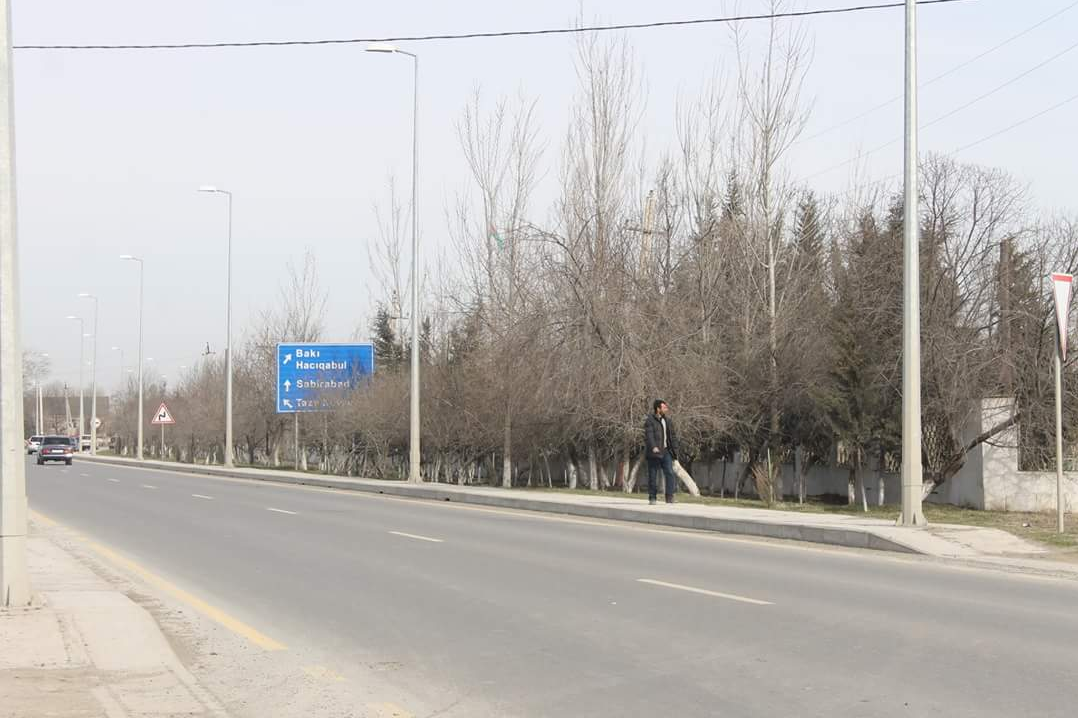
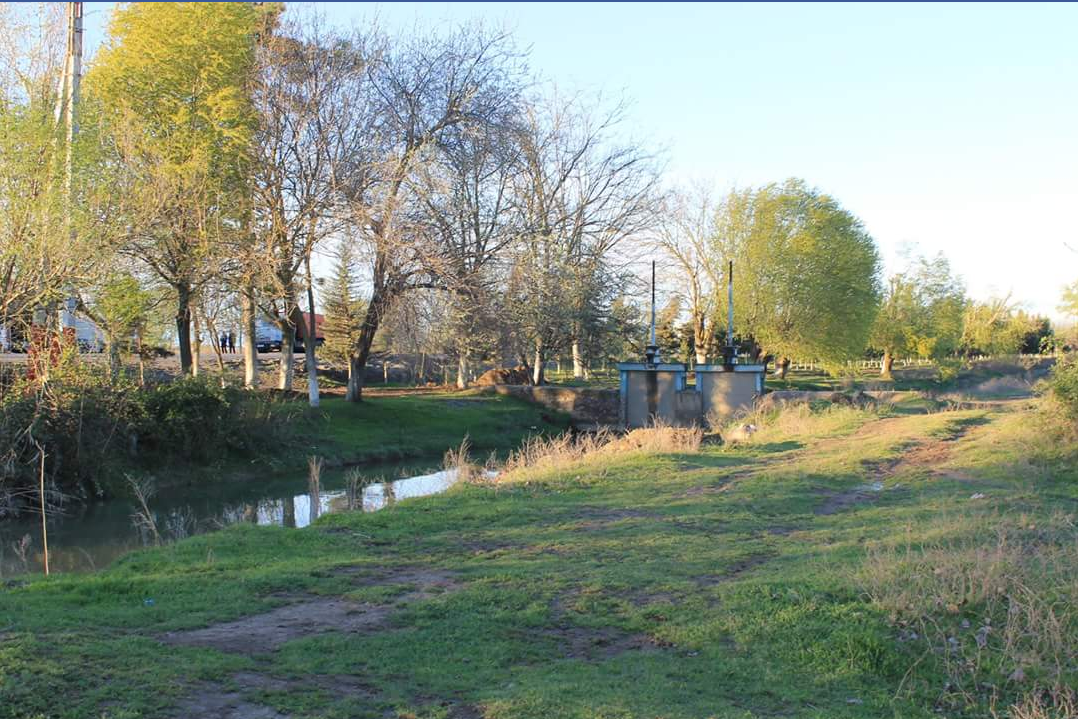
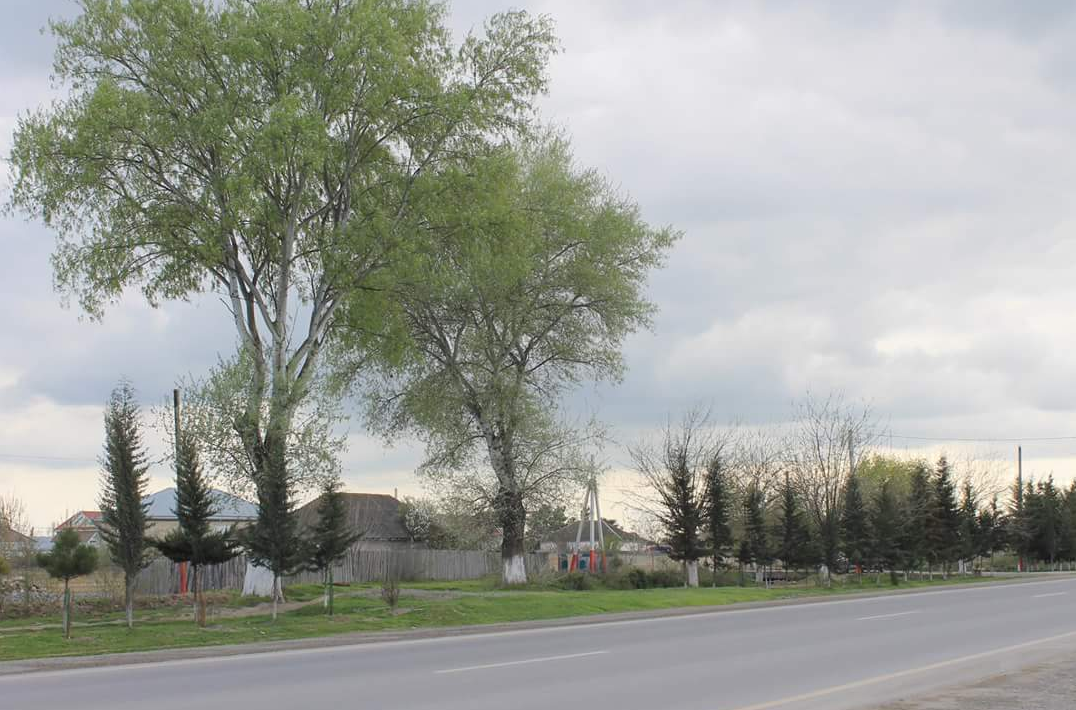
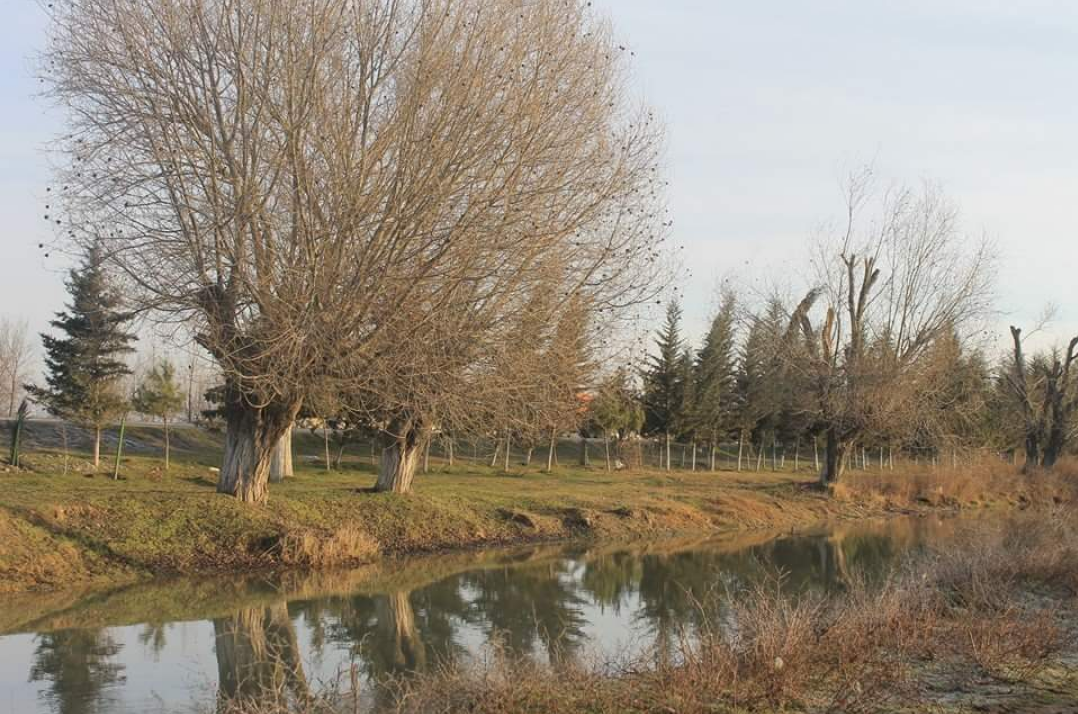
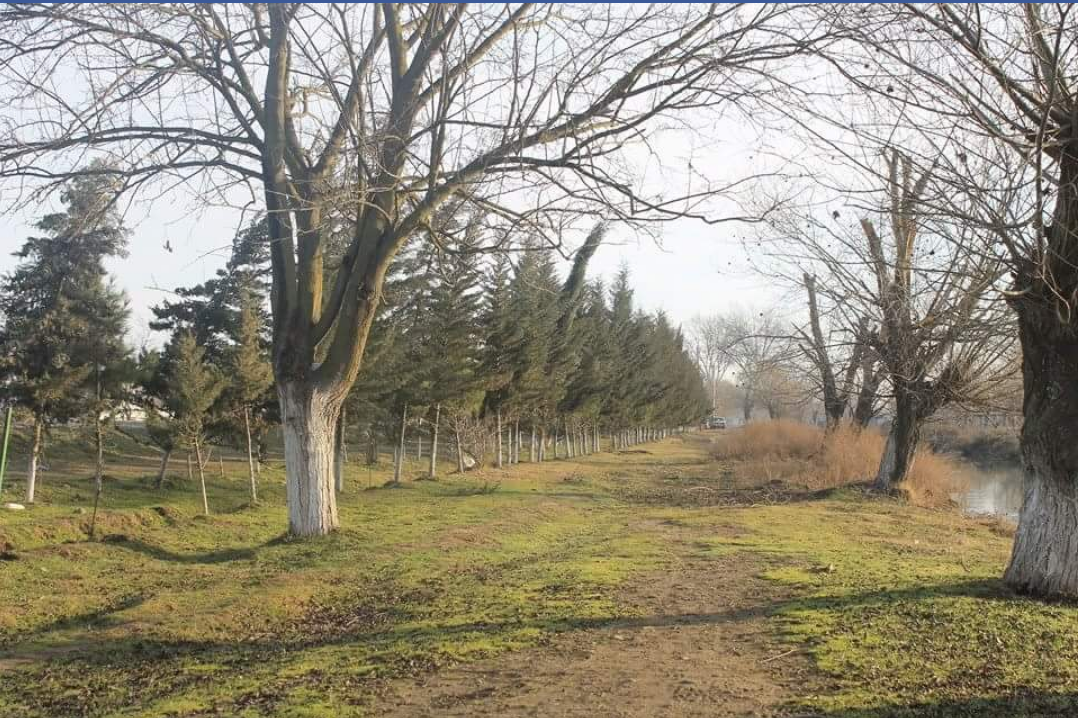